# Semiplotus gangului
 Semiplotus gangului és una espècie de peix cipriniforme de la família dels ciprínids.